# Leonor de Alvim
Leonor de Alvim (c. 1356 – 1388) foi uma nobre portuguesa. Pertencia a uma família nobre de Entre Douro e Minho, sendo filha de João Pires de Alvim e de sua mulher Branca Pires Coelho, tornando-se herdeira de seu pai pela inexistência de filhos varões.
Natural de Reboreda, depois do seu casamento com o condestável Nuno Álvares Pereira, foram viver para Pedraça, para o solar conhecido como Casa da Torre. Quando em 1387 D. João I convocou cortes para Braga, D. Nuno esteve nas mesmas na condição de procurador dos fidalgos do Reino. Foi durante essa sua estadia em cortes que D. Nuno recebeu a noticia de que D. Leonor se encontrava muito doente. Quando chegou ao Porto, onde estava D. Leonor, já aquela teria falecido.qa Foi sepultada no Convento de Corpus Christi, das freiras dominicanas, em Vila Nova de Gaia.

## Matrimónios e descendência
Casou em primeiras núpcias com Vasco Gonçalves Barroso do qual enviuvou sem descendência. Posteriormente casou com o condestável em 15 de Agosto de 1376,  do qual teve três filhos: 
- Beatriz Pereira de Alvim, a única dos três filhos que chegou à idade adulta, casou com D. Afonso,[2] filho ilegítimo do Rei D. João I e de Inês Pires Esteves.[3]